# Сэцува
Сэцува (яп. 説話) — жанр средневековой японской литературы, включающий в себя легенды, сказки, притчи, предания и анекдоты. Как научный термин сэцува появляется у литературоведа Хаги Яити (1867—1927); он же ввел термин сэцува бунгаку, «литература сэцува», объединяющий около трех десятков японских сборников рассказов.
«Сэцува» содержит в себе как общее наименование жанра, так и собственно рассказы, объединённые в рамках их собраний. Термин «сэцува» означает «дидактический рассказ». Первые произведения прозы сэцува были собраниями дидактических рассказов, созданными под влиянием китайской литературной традиции.
Рассказ сэцува представляет собой краткую поучительную историю, либо же просто положения буддизма, например, существование кармы, ада и рая, необходимость соблюдения поста и занятия благотворительностью (подачи милостыни), воздержание от греха, вырезание статуй будд и бодхисаттв и т. п.
В период Хэйан в жанре происходит раскол, и сэцува начали подразделяться на два направления: буддийские и светские сэцува, которые постепенно утратили глубокий назидательный оттенок. Некоторые сборники включали в себя и те, и другие рассказы. В целом сборники охватывают самые разные тематики: друг за другом могут идти истории с описанием забавного или страшного случая, семейные предания, старинные легенды, переложение буддийской сутры. Хотя нет никаких формальных правил относительно того, что представляет собой сэцува как жанр, истории в этом стиле в целом отличаются краткостью: несложным сюжетом, который обрисован простым и понятным языком; выделение сути характера через диалог и действие, а не через описание и психологический анализ; тенденция к забавным, мистическим, драматическим событиям.

## Происхождение
Истоками сэцува послужили два образца континентальной литературы — древнеиндийские джатаки и древнекитайские сяошо. Произведения жанра джатака представляли собой сказки о животных с элементами сатиры либо сказки на волшебный мотив, а произведения жанра сяошо — короткий о чём-либо необычном, восходящий к фольклорным источникам.
История сэцува начинается с появлением «Нихон рёики» (VIII век) — «Японских записей о чудесах и удивительных происшествиях» — сборника буддийских легенд, а расцвет жанра происходит с появлением «Кондзяку моногатари сю» («Собрания повестей о ныне уже минувшем», XII век) и «Удзи-сюи моногатари» («Повествования, собранном в Удзи», XIII век).
Упадок жанра сэцува пришёлся на XIV век.

## Авторство
Светские сэцува как правило составлялись придворными аристократами. Анонимность и отсутствие авторства привлекало их возможностью высмеивать других придворных, а также пользоваться простым разговорным языком, писать на запретные темы.
Что касается целых сборников, то они имеют автора, который, однако, не автор в прямом смысле, а составитель, который собирает воедино понравившиеся ему истории, легенды, случаи из жизни и другие продукты народного творчества, редактирует или интерпретирует их на свой лад и выпускает под своим именем. В каждый период существовали свои проблемы, своя социально-политическая обстановка, поэтому «редактор» сэцува определял, какие рассказы будут актуальными и найдут наибольший отклик в кругах читателей, а также проводил их соответствующую обработку: из большого числа историй извлекал наиболее важные, усиливал или преуменьшал дидактизм рассказов, сокращал или убирал ненужные, на его взгляд, фрагменты повествования.

## Известные памятники
«Нихон рёики» или «Записи о японских чудесах» принадлежат авторству монаха Кёкая и созданы в районе VIII—IX вв. Считается, что это первый сборник буддийских сэцува. Памятник написан по-китайски, состоит из трех книг, делится на рубрики, например: исполненные молитвы, неотвратимое возмездие, чудесные статуи и сутры и т. п. Цель памятника — на примерах из жизни монахов, отшельников и простолюдинов автор рисует основную буддийскую идею о карме.
«Кондзяку моногатари» или «Стародавние повести» были составлены около 1120 года. Сборник насчитывает тридцать один свиток, около трех десятков рассказов не сохранились: имеются только их порядковые номера и заглавия. Собрание делится на три части: «Индия», «Китай» и «Наша страна», то есть Япония. Японская часть, в свою очередь, делится на буддийскую, конфуцианскую и мирскую. Включает свыше 1000 текстов, в том числе буддийские сказания, фрагменты сутр, китайские буддийские легенды, японские легенды о монахах и послушниках, рассказы о повседневной жизни всех слоёв японского общества. Порядок историй в каждой части один и тот же: сначала рассказы о «Законе Будды», затем о мирских делах.
«Кохон сэцува сю», «Старинное собрание поучительных рассказов», сохранилось в рукописи, датируемой первой третью XII в. Всего 70 рассказов, как и в «Кондзяку», они начинаются со слов «В стародавние времена…». Многие из них сюжетно совпадают с историями из «Кондзяку», однако так как некоторые рассказы в этой рукописи совсем не имеют соответствий с «Кондзяку», а другие поначалу похожи, но сюжет в них развивается иначе, было решено считать эту книгу самостоятельным сборником (также ее иногда называют просто «рукописью Умэдзава»).
«Самбо экотоба» или «Иллюстрированное слово о Трех сокровищах» — было создано в 984 г. аристократом Минамото-но Тамэнори. Произведение дидактическое, буддийского содержания, записано по-китайски. Состоит из трех книг, одна из них целиком посвящена лишь японским буддийским священнослужителям, житиям святых подвижников.
«Кокон тёмон дзю» или «Собрание старого и нового, известного и услышанного» — датируется 1254 годом, составлен придворным чиновником Татибана Норисуэ. Всего 20 свитков, расположены в хронологическом порядке. Практически полностью состоит из историй из жизни придворных аристократов и считается последним сэцува в традиционном аристократическом стиле.
«Кодзидан» или «Беседы о делах древности» также были составлены в XIII веке отставным придворным Минамото-но Акиканэ. За основу могли быть взяты мирские свитки японской части «Кондзяку». Есть рассказы как на японском, так и на китайском языках, но в основном используется камбун. «Кодзидан» делится на шесть тематических разделов: об императорах и их ближайших родственниках, о придворных, монахах, воинах-героях, о синтоистских и буддийских храмах, а также об искусствах и мастерах.
«Рассказы, собранные в Удзи»: точное имя автора и дата создания неизвестны, однако некоторая информация содержится в предисловии. Смысл названия сборника объясняется в предваряющем его Предисловии, где содержится указание на «ходящие в свете» «Рассказы дайнагона из Удзи», создание которых приписывалось известному вельможе XI в. Минамото-но Такакуни. На склоне лет, сообщает автор Предисловия, Такакуни отошел от государственных дел и летние месяцы проводил в монастыре в местности Удзи, неподалеку от столицы. Зазывая к себе в келью проходивших мимо путников как высокого, так и низкого звания, он слушал их рассказы о делах минувших. Из записи этих рассказов якобы и составилась книга. Впоследствии, говорится далее в Предисловии, «люди сведущие» добавили к имеющимся рассказам истории «нынешнего века». Сборник содержит 15 свитков, все истории располагаются произвольно, не объединяются по темам или по временному промежутку. Можно заметить множество сюжетных переплетений с предыдущим сборником «Кондзяку моногатари».